# Corrupião-de-capuz-dourado
Corrupião-de-capuz-dourado ou corrupião-mascarado (Icterus cucullatus) é uma espécie de ave passeriforme da família das as icterícia (Icteridae). É nativo da América do Norte e Central.

## Descrição
Tem cerca de 18 a 20 cm de comprimento.  Há um forte dimorfismo sexual nessa espécie. O macho adulto tem uma coroa amarela ou laranja-amarela, bochechas, garupa e partes inferiores; as costas, as asas e a cauda são pretas, com um adesivo cobrindo os olhos até a parte superior do tórax. As fêmeas adultas são verde-oliva no topo, amareladas no peito e na barriga, as costas e as asas são acinzentadas, às vezes com duas faixas escuras. Ambos os sexos têm duas barras de asas brancas, a parte superior mais larga e mais nítida que a parte inferior, nem sempre visível. Seu bico é preto com cinza prateado na base, especialmente na mandíbula inferior. Suas pernas são cinza prateado. Os juvenis lembram a fêmea adulta.

## Distribuição e habitat
Seu habitat de criação é de áreas arborizadas abertas, especialmente palmeiras no sudoeste dos Estados Unidos e no norte do México. O limite norte de sua distribuição atravessa o centro da Califórnia, Texas, Arizona e Novo México. As populações no sul dos Estados Unidos e no norte do México, ou seja, sua faixa norte, estão presentes de março a meados de setembro e migram para o sul no inverno. Essas populações passam o inverno no oeste do México, no estado do sul de Sonora e no estado de Oaxaca. As populações do sul do Texas, leste do México, Yucatan e Baja California e Belize são residentes durante todo o ano.